# Liste der Flughäfen in Pakistan
Dies ist eine Liste von zivilen Verkehrsflughäfen in Pakistan:
| Stadt      | ICAO | IATA | Flughafen                          | Passagiere          |
| ---------- | ---- | ---- | ---------------------------------- | ------------------- |
| Karatschi  | OPKC | KHI  | Jinnah International Airport       | 7,6 Mio. (2019/20)  |
| Islamabad  | OPIS | ISB  | Islamabad International Airport    | 5,1 Mio. (2018/19)  |
| Lahore     | OPLA | LHE  | Allama Iqbal International Airport | 5,0 Mio. (2016/17)  |
| Peschawar  | OPPS | PEW  | Peshawar International Airport     | 1,6 Mio. (2017/18)  |
| Multan     | OPMT | MUX  | Multan International Airport       | 1,3 Mio. (2019/20)  |
| Sialkot    | OPST | SKT  | Sialkot International Airport      | 0,79 Mio. (2017/18) |
| Skardu     | OPSD | KDU  | Flughafen Skardu                   |                     |
| Quetta     | OPQT | UET  | Quetta International Airport       | 0,42 Mio. (2017/18) |
| Faisalabad | OPFA | LYP  | Faisalabad International Airport   | 0,36 Mio. (2018/19) |
| Chitral    | OPCH | CJL  | Flughafen Chitral                  |                     |

## Eröffnungen und Schließungen seit 2018
Der Islamabad International Airport wurde 2018 eröffnet und ersetzt den Benazir Bhutto International Airport (ehemals IATA-Code: ISB, ICAO-Code: OPRN), der gleichzeitig geschlossen wurde. 
Der New Gwadar International Airport ist seit 2019 in Bau. Er wird voraussichtlich 2023 eröffnet und ist dann der flächengrößte Flughafen Pakistans. 